# Rail Baltica

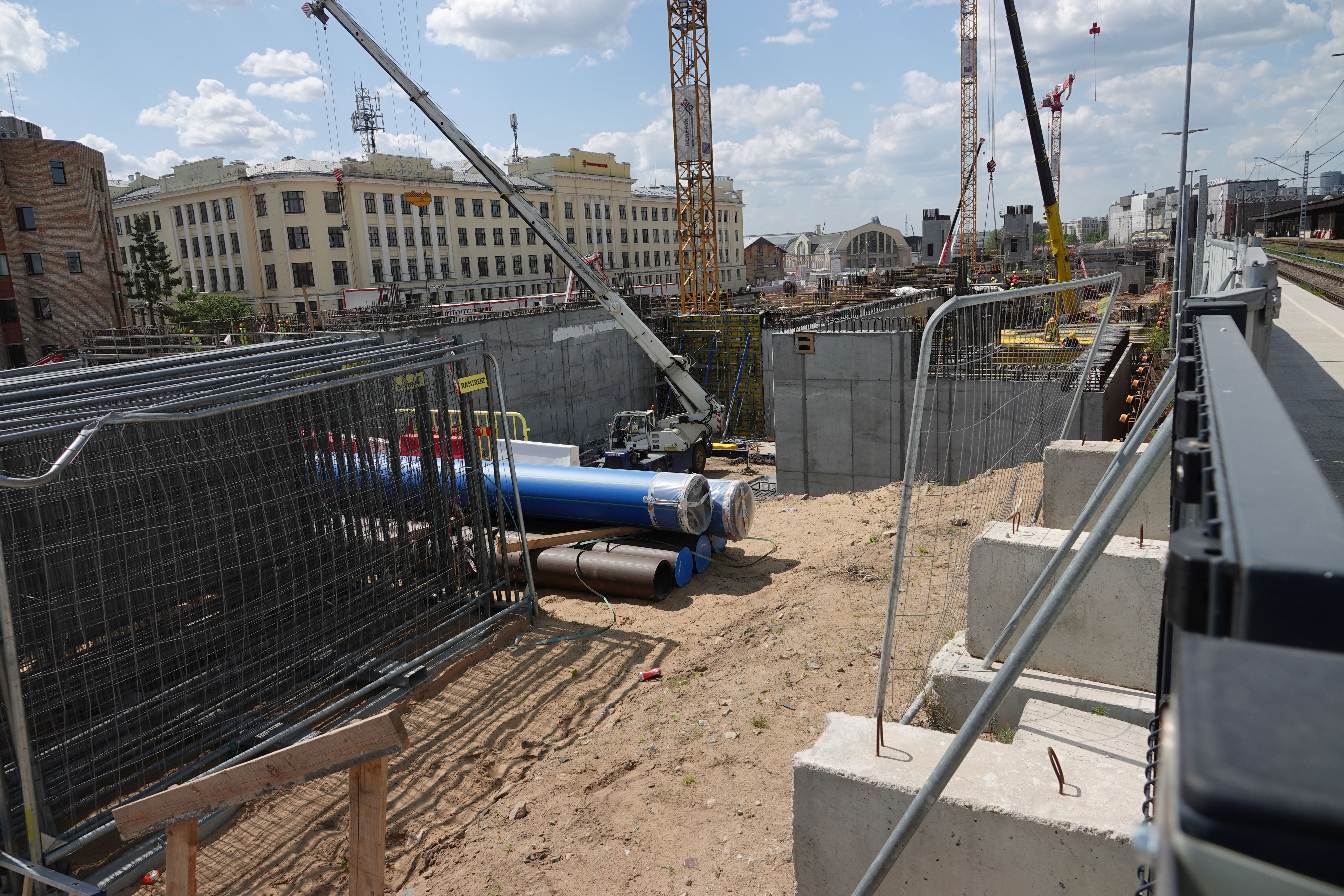
Výstavba trati v lotyšské Rize

Rail Baltica (v Estonsku Rail Baltic) je normálněrozchodná rychlá železniční trať ve výstavbě, která v severojižní ose má spojovat Finsko, Estonsko, Lotyšsko a Litvu s evropskou normálněrozchodnou železniční sítí v Polsku. Projekt části železnice vedoucí přes Baltské státy je označován samostatně jako Rail Baltica Global Project. Železniční trať bude zajišťovat osobní a nákladní železniční dopravu mezi zeměmi a povede k lepšímu propojení střední a severní Evropy. Projekt počítá s přímým spojením Tallinnu s Varšavou přes Rigu a Kaunas. Litevské hlavní město Vilnius bude se zbytkem sítě spojeno odbočkou. Rail Baltica je prioritní projekt Evropské unie v rámci transevropské dopravní sítě (TEN-T). Zprovoznění první části trati v Pobaltí se očekává v roce 2028.

## Rail Baltica Global Project
Plánovaní a kooridaci výstavby projektu má na starosti společnost lotyšská společnost RB Rail AS, kterou po třetině vlastní státem kontrolované společnosti jednotlivých pobaltských států.

### Technické parametry
Projektovaná délka železniční tratě je v Baltských státech 870 km, z toho 213 km v Estonsku, 265 km v Lotyšsku a 392 km v Litvě. Trať bude v celé délce dvoukolejná, elektrifikovaná napájecí soustavou 25 kV AC a bude mít normální rozchod 1435 mm. Trasa je projektována tak, aby se vyhnula chráněným územím soustavy Natura 2000 a aby nezasahovala do stávající železniční sítě o rozchodu 1520 mm. Předpokládaná provozní rychlost u vlaků osobní dopravy dosahuje 235 km/h (maximální konstrukční rychlost 249 km/h) a 120 km/h u nákladních vlaků. Trať je budována zcela v nové trase jako veřejná vysokorychlostní konvenční trať a bude vybavena prvky systému ERTMS. Při výstavbě se užívá nejnovějších technologií a materiálů. Technické parametry odpovídají technickým specifikacím Evropské unie pro interoperabilitu.

### Trasa
V Baltských státech zajistí železniční trať podmínky pro intermodalitu a multimodalitu. Vzniknou tři víceúčelové nákladní dopravní terminály, a to v estonském přístavu Muuga, dále v lotyšském městě Salaspils a v litevském Kaunasu. V trase je plánováno celkem sedm stanic osobní dopravy, a to Tallinn, Pärnu, Riga, Riga letiště, Panevėžys, Kaunas a Vilnius s možností vzniku regionálních stanic a železničních spojení na jiná letiště nebo k přístavům.
Plánovací fáze probíhala od roku 2010 a ukončena byla v roce 2017 a projekční fáze probíhala od roku 2016. Výstavba samotné železniční infrastruktury začala roce 2019 Estonsku, dokončena by měla být v roce 2030. Zprovoznění první části se očekává v roce 2028.

### Financování
Analýza z roku 2017 odhadovala náklady na 5,8 mld. eur, když 2,5 mld. mělo být investováno v Litvě, 2 mld. v Lotyšsku a 1,3 mld. Estonsku. 85 % nákladů má uhradit Evropská unie z fondu Connecting Europe Facility.

## Polská část

Mapa polské části projektu

Polská část projektu zahrnuje modernizaci 370 km stávajících tratí (přes Białystok a Ełk)  tak, aby výsledkem byla dvoukolejná elektrifikovaná trať s maximální rychlostí 200 km/h. Náklady by měly činit asi 500 mil. eur, když 85 % nákladů má být opět uhrazeno z fondu CEF.